# Paracladura zheana
Paracladura zheana är en tvåvingeart som beskrevs av Yang 1995. Paracladura zheana ingår i släktet Paracladura och familjen vintermyggor.
Artens utbredningsområde är Zhejiang (Kina). Inga underarter finns listade i Catalogue of Life.